# Bobsleeën
Bobsleeën is een olympische wintersport waarbij een bochtig ijsparcours wordt afgelegd in een bestuurbare slee die voorzien is van een stroomlijnkuip. Bobsleeën is afgeleid van het Engelse werkwoord to bob, dat op en neer bewegen betekent. De deelnemers bewogen zich naar voren en achteren op rechte stukken om sneller te gaan.
De bob glijdt over twee onafhankelijke loperparen, waarvan het voorste draaibaar is. Er zijn één- twee- en vierpersoons bobsleden die worden gebruikt op aangelegde banen met sterk verhoogde bochten. Voorschriften ten aanzien gewichtsbeperking van slee en deelnemers verhinderen dat de resultaten van de wedstrijden in feite worden bepaald door de massa die slee en deelnemers samen vormen.

## Geschiedenis
Hoewel sleeën al lang werden gebruikt, werd bobsleeën pas aan het eind van de 19e eeuw een sport toen voor het eerst een stuurmechanisme werd gebruikt in Zwitserland. In 1897 werd de eerste bobsleevereniging opgericht in St. Moritz. Al voor het begin van de Eerste Wereldoorlog werden in enkele landen regelmatig wedstrijden gehouden op een aantal natuurlijke ijsparcours. De eerste wedstrijdsledes waren van hout, maar die werden al snel vervangen door metalen sleden.
Bobsleeën begon als een speeltje voor de rijken die in het weekend naar skioorden in de Alpen gingen. Er werd niet veel getraind, mensen huurden een slee en gingen een paar keer naar beneden als passagier en daarna als bestuurder.

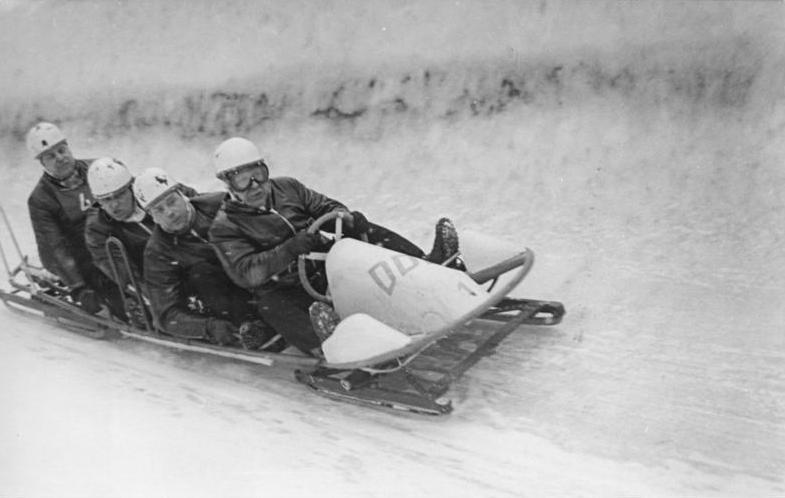
Bobsleeën in 1953

In 1923 werd de internationale bobslee- en skeletonfederatie opgericht: de Fédération Internationale de Bobsleigh et de Tobogganing (FIBT). Tijdens de eerste Olympische Winterspelen van 1924 in Chamonix-Mont-Blanc (Frankrijk) werden viermansbobwedstrijden gehouden. Vanaf de Winterspelen van 1932 in Lake Placid (Verenigde Staten) werden voor het eerst ook tweemansbobwedstrijden gehouden. Aan het begin van de jaren negentig van de twintigste eeuw is de sport ook opengesteld voor vrouwen. Deze dalen enkel af in een tweepersoons bob. De vrouwen doen mee aan de Spelen sinds 2002 in Salt Lake City.
Vanaf de jaren vijftig van de twintigste eeuw veranderde de sport. Het werd duidelijk dat de start van het grootste belang was. Sterke en snelle atleten uit andere disciplines werden ingezet om de slee bij het begin van de run een flinke duw te geven. In 1952 werd er een maximumgewicht ingesteld voor de combinatie van de slee en de deelnemers. Indien het totaalgewicht beneden het maximaal toegestane gewicht blijft, is het toegestaan door het meevoeren van ballast het gewicht op te voeren tot het maximum. Dit werd het einde van de zwaardere bobsleeërs.

## Race
Voor de tweemansbobwedstrijden bestaat het team uit een remmer en een bestuurder. Voor de viermansbobraces worden hier nog twee extra duwers aan toegevoegd. Uit een staande start wordt de bob over de eerste vijftig meter door het team op snelheid geduwd. Deze afstand wordt in ongeveer zes seconden afgelegd. Hoewel de verschillen over deze eerste vijftig meter slechts klein zijn, is de start wel uitermate belangrijk. Een stelregel is dat een verschil van 0,1 seconde bij de start uiteindelijk leidt tot een verschil van 0,3 seconde bij de finish. Een race duurt ongeveer zestig seconden en de snelheden lopen op tot zo'n 150 km/uur.

## Slee

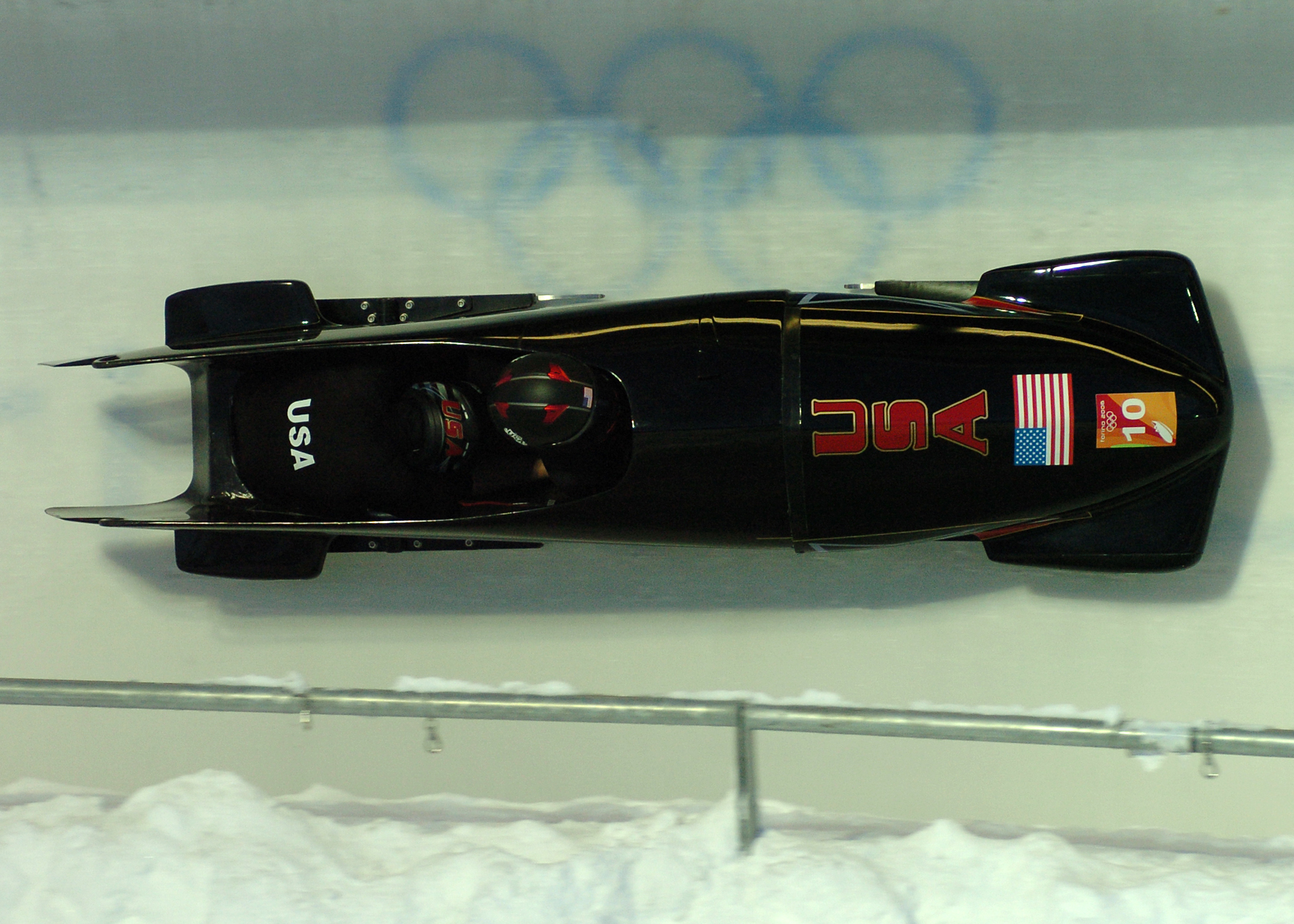
Amerikaanse vrouwenbob van bovenaf

De bobslee moet voldoen aan onderstaande eisen.
|                  | Tweemansbob | Viermansbob |
| ---------------- | ----------- | ----------- |
| Maximale lengte  | 2,70 m      | 3,85m       |
| Maximale breedte | 0,67 m      | 0,67m       |
| Maximale gewicht | 390 kg      | 635 kg      |

## Parcours
Er zijn vijftien parcoursen voor topwedstrijden in het bobsleeën en skeleton. De baan in Letland wordt alleen voor internationale skeletonwedstrijden gebruikt.

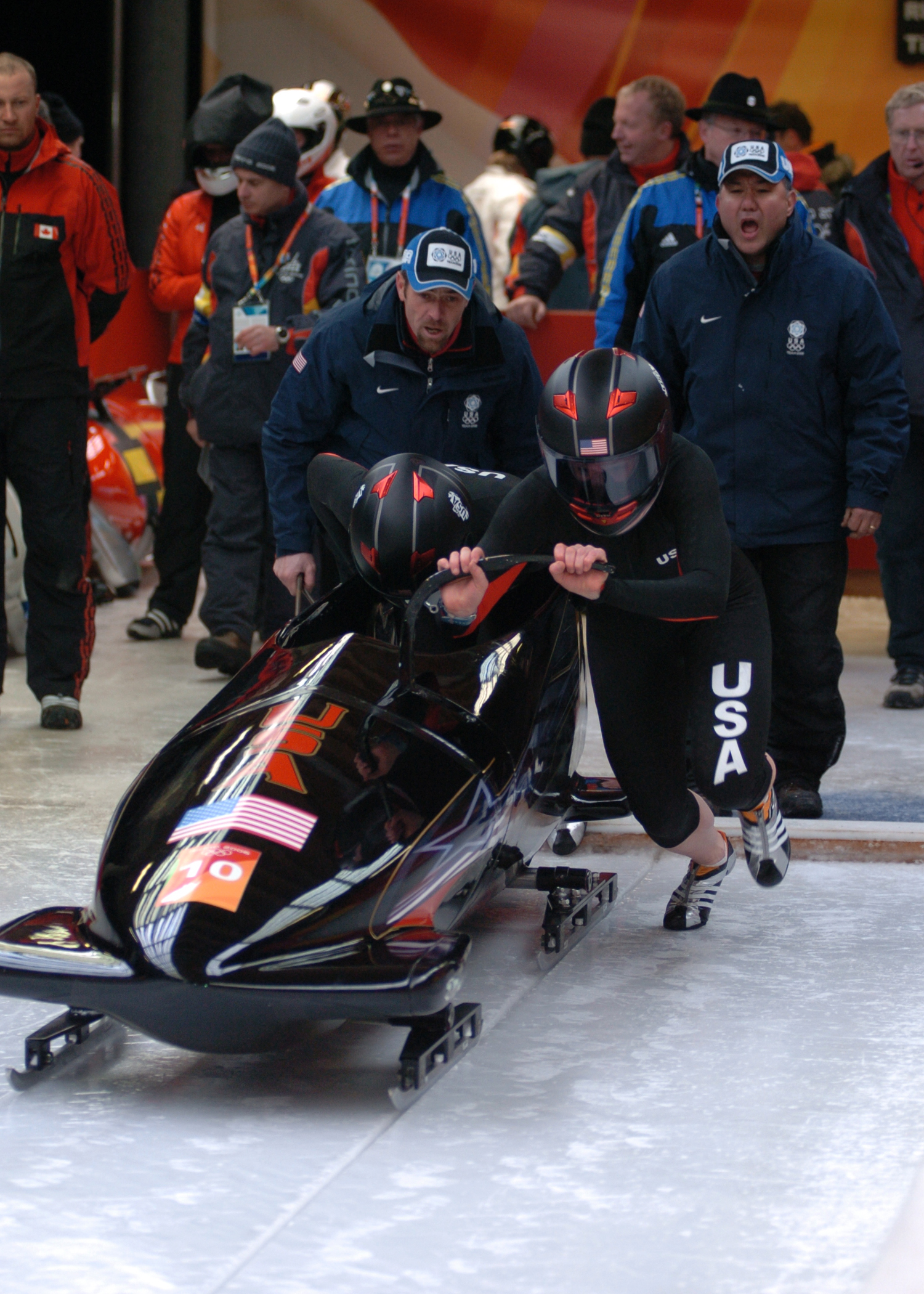
Start Amerikaanse vrouwenbob

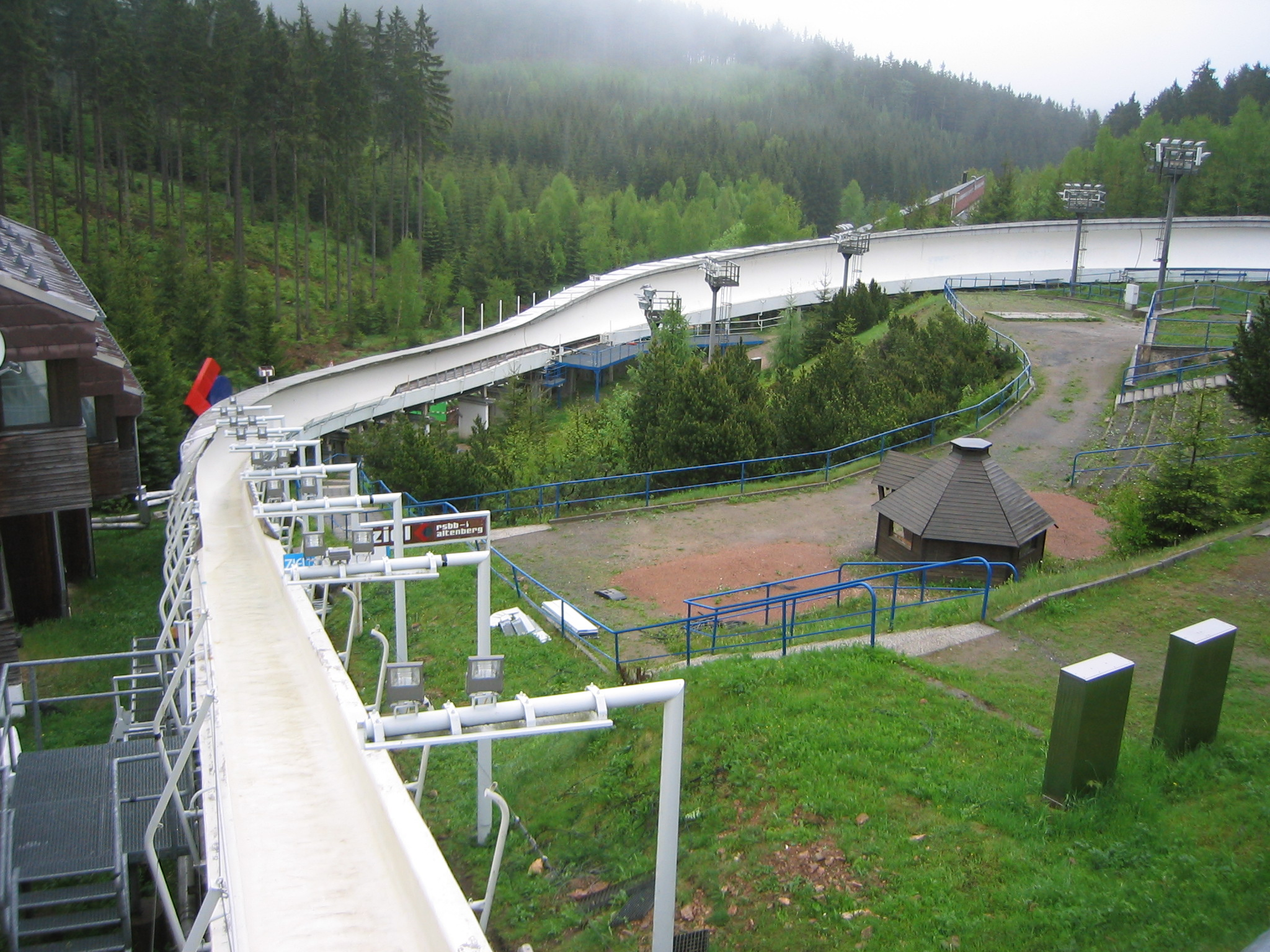
De bobbaan van Altenberg

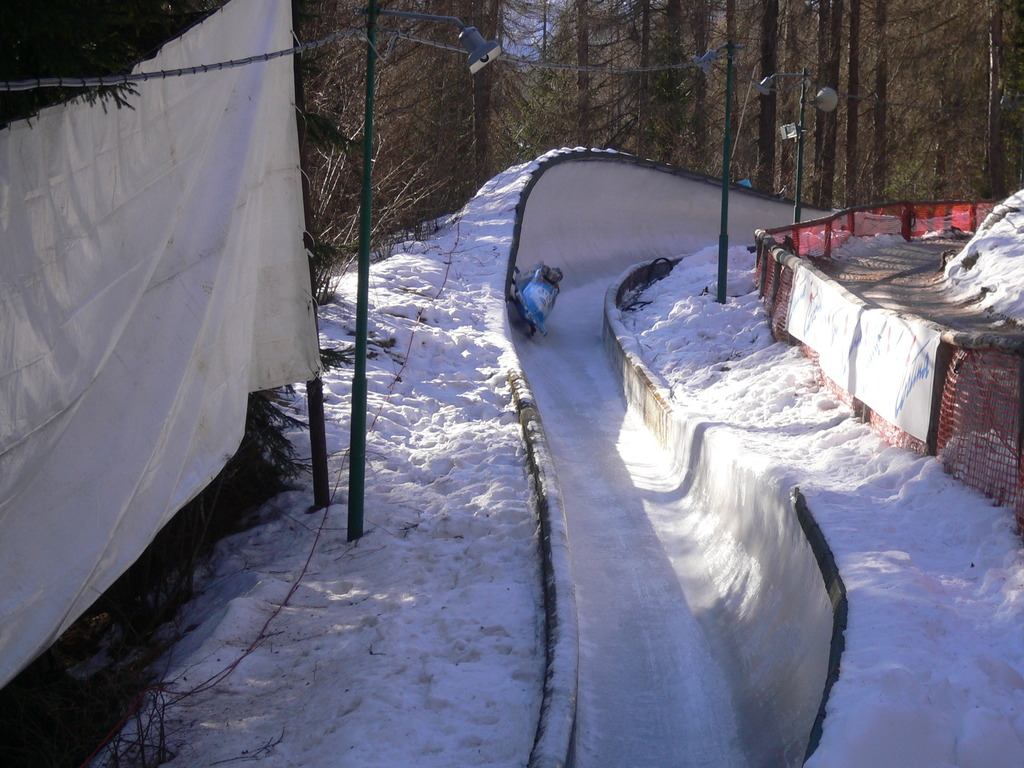
De bobbaan van Cortina d'Ampezzo

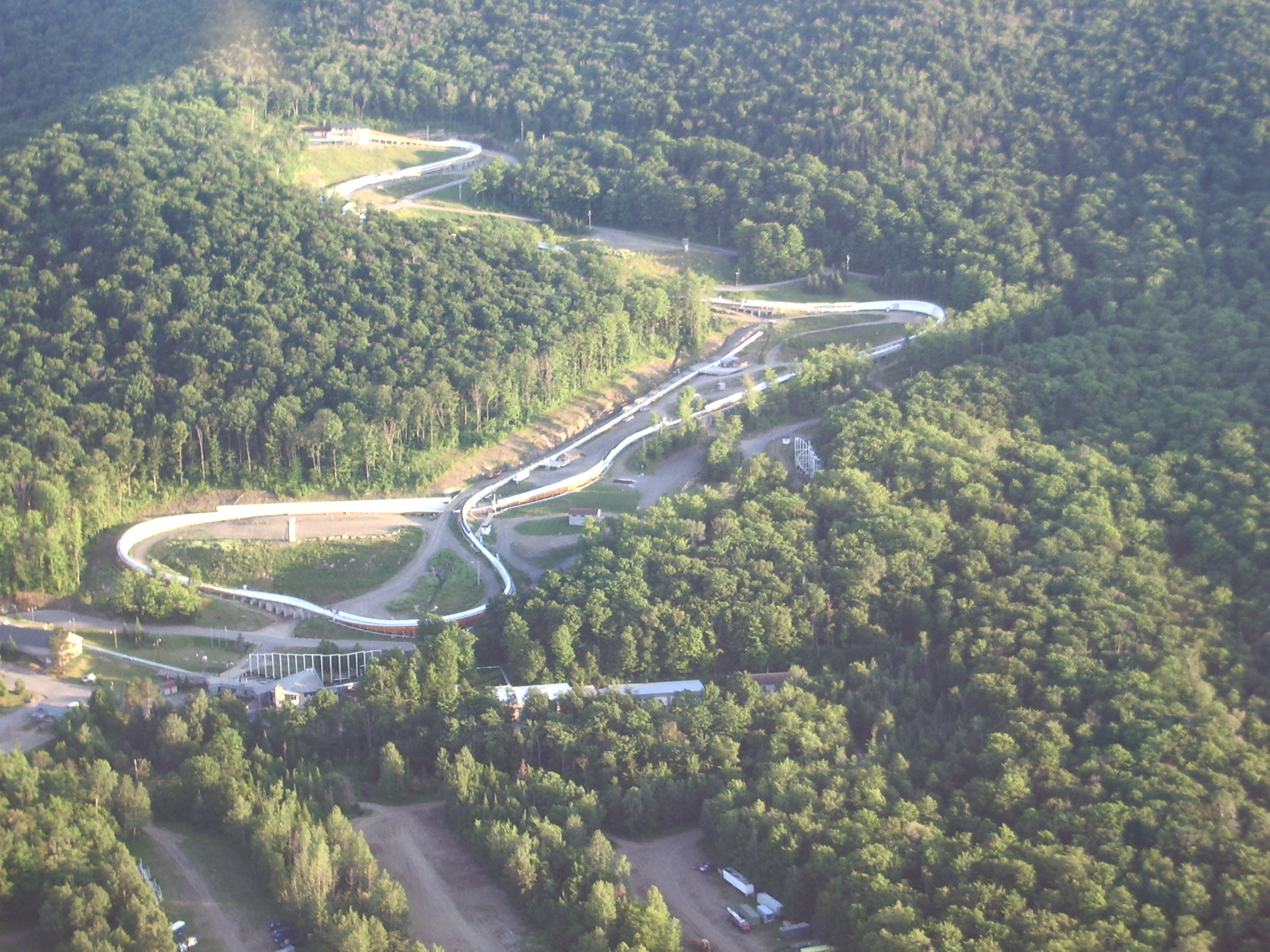
De bobbaan van Lake Placid

| Baan                                                    | Plaats            | Land             | Lengte (m) | Hoogteverschil (m) | Maximaal verval (%) | Gemiddeld verval (%) | Olympische Spelen |
| ------------------------------------------------------- | ----------------- | ---------------- | ---------- | ------------------ | ------------------- | -------------------- | ----------------- |
| Canada Olympic Park bobsleigh, luge, and skeleton track | Calgary           | Canada           | 1.475      | 121                | 15                  | 8,6                  | 1988              |
| Whistler Sliding Centre                                 | Whistler          | Canada           | 1.450      | 152                | 20                  | 10,5                 | 2010              |
|                                                         | Altenberg         | Duitsland        | 1.413      | 122,22             | 15                  | 8,65                 | -                 |
|                                                         | Königssee         | Duitsland        | 1.250      | 117                | -                   | 9,3                  | -                 |
|                                                         | Winterberg        | Duitsland        | 1.325      | 110                | 14,5                | 9,8                  | -                 |
| La Plagne bobsleigh, luge, and skeleton track           | La Plagne         | Frankrijk        | 1.508      | 125                | 14,5                | 8,29                 | 1992              |
| Cesana Pariol                                           | Cesana Torinese   | Italië           | 1.435      | 114                | -                   | -                    | 2006              |
| Eugenio Monti track                                     | Cortina d'Ampezzo | Italië           | 1.350      | 120                | 15,9                | 9,3                  | 1956              |
| Nagano Bobsleigh-Luge Park                              | Nagano            | Japan            | 1.762      | 113                | -                   | 8,6                  | 1998              |
|                                                         | Sigulda           | Letland          | 1.200      | -                  | -                   | -                    | -                 |
| Lillehammer Olympic Bobsleigh and Luge Track            | Lillehammer       | Noorwegen        | 1.365      | 114                | 15                  | 8,5                  | 1994              |
| Olympic Sliding Centre Innsbruck                        | Igls              | Oostenrijk       | 1.220      | 98                 | 14                  | 8,5                  | 1964 en 1976      |
| Mt. Van Hoevenberg Olympic Bobsled Run                  | Lake Placid       | Verenigde Staten | 1.455      | 107                | 9,8                 | 8,6                  | 1932 en 1980      |
| Utah Olympic Park Track                                 | Park City         | Verenigde Staten | 1.340      | 104                | -                   | -                    | 2002              |
| Olympia Bob Run St. Moritz - Celerina                   | Sankt Moritz      | Zwitserland      | 1.722      | 123                | 15                  | 8,1                  | 1928 en 1948      |

## Internationale wedstrijden
De FIBT organiseert de volgende internationale wedstrijden:
- Bobsleeën op de Olympische Winterspelen
- Wereldkampioenschappen bobsleeën
- Wereldbeker bobsleeën
- Europese kampioenschappen bobsleeën